# 明斯維爾 (喬治亞州)
明斯維爾（英語：Meansville）是一個位於美國喬治亞州派克縣的城市。

## 地理
明斯維爾的座標為33°03′00″N 84°18′35″W / 33.05000°N 84.30972°W，而該地的平均海拔高度為242米（即794英尺）。

## 人口
根據2010年美國人口普查的數據，明斯維爾的面積為1.40平方千米，當中陸地面積為1.40平方千米，而水域面積為0.00平方千米。當地共有人口182人，而人口密度為每平方千米130人。